# Malwina Wojtulewicz
Malwina Katarzyna Wojtulewicz (ur. 22 kwietnia 1985 w Białymstoku) – polska lekkoatletka specjalizująca się w rzucie młotem, trener.
Była trenerka mistrza olimpijskiego (Tokio 2020) Wojciecha Nowickiego oraz wicemistrzyni świata (Doha 2019) Joanny Fiodorow. 

## Kariera sportowa
Medalistka juniorskich i młodzieżowych mistrzostw Polski (U20 i U23). Trzy razy w karierze stawała na podium młodzieżowych mistrzostw Polski – zdobyła jedno złoto (Kraków 2005, w finale pokonała Anitę Włodarczyk) oraz dwa brązy (Toruń 2006 i Słupsk 2007). 
Podczas treningu 2 marca 2013 uległa wypadkowi, uderzona została 7-kilogramowym młotem w plecy. Skutki uderzenia spowodowały poważne obrażenia ciała (uszkodzona łopatka, staw barkowy, żebra oraz płuca). Tomasz Rębisz oddał brązowy medal londyńskich igrzysk paraolimpijskich na rzecz aukcji "Medal dla Malwiny". Po ciężkiej operacji uratowano życie zawodniczki. Wypadek spowodował zakończenie kariery sportowej.

## Kariera trenerska
Klubową pracę trenerską rozpoczęła w Podlasiu Białystok trenując młociarzy m.in. od 2013 Wojciecha Nowickiego, który w 2015 na mistrzostwach świata w Pekinie zdobył brązowy medal. Brązowe medale zdobywał później także w 2016 na Igrzyskach olimpijskich w Rio de Janeiro oraz na dwóch kolejnych mistrzostwach świata (Londyn 2017, Doha 2019). W 2018 został mistrzem Europy (Berlin), a w 2021 w Tokio mistrzem olimpijskim, ustanawiając nowy rekord życiowy 82,52 m (3. wynik w historii polskiej lekkoatletyki).
Trenowała również Joannę Fiodorow (od 2018), która w 2019 w Doha została wicemistrzynią świata. 

## Życie prywatne
Mieszka w Czarnej Białostockiej. Mąż – Grzegorz, synowie;  Filip i Cyprian.

## Rekordy życiowe
- rzut młotem – 67.38 m (17 maja 2008, Białystok)

## Odznaczenia i wyróżnienia
- Krzyż Kawalerski Orderu Odrodzenia Polski (2015) za wybitne zasługi dla rozwoju kultury fizycznej, za osiągnięcia w pracy trenerskiej)[6][7].
- Krzyż Oficerski Orderu Odrodzenia Polski (2021) za wybitne osiągnięcia w pracy szkoleniowej i trenerskiej, za zasługi dla rozwoju i upowszechniania sportu)[8]
- Trenerka Roku 2015 – laureatka 15. edycji konkursu (w dyscyplinach indywidualnych) organizowanego przez Komisję Sportu Kobiet PKOl[9].
- „Najlepszy szkoleniowiec regionu 2015 w dyscyplinach indywidualnych” – tytuł przyznany przez 20. Podlaską Radę Olimpijską w Białymstoku[10].
- Wielka Honorowa Nagroda Sportowa za 2019 rok[11].
- Trenerka Roku 2019 v laureatka 19. edycji konkursu organizowanego przez Komisję Sportu Kobiet PKOl[12]